# Долна Врабча
Долна Врабча е село в Западна България. То се намира в община Земен, област Перник.

## География
Село Долна Врабча се намира в планината Краище. Най-високият връх около селото е Рудината с височина приблизителни 1200 метра.

## Културни и природни забележителности
В непосредствена близост на Североисток се намират останките от римската крепост „Вител“, както и част от стар римски път. На исток от центъра на селото на около 300м. се намира Черквата „Св. Николай-Летни (Летни св. Никола)“ построена около 1886 г.